# Groene zonnebaars
De groene zonnebaars of grasbaars (Lepomis cyanellus) is een straalvinnige vis uit de familie van zonnebaarzen (Centrarchidae) en behoort tot de orde van baarsachtigen (Perciformes).

## Kenmerken
Deze vis heeft een groenbruin lichaam met zichtbare dwarsstrepen en een grote kop. De vinranden zijn wit of geel. De vis is gemiddeld 20 cm en kan maximaal 31 cm lang en 960 gram zwaar worden. De hoogst geregistreerde leeftijd is 9 jaar.

## Leefwijze
Volwassen groene zonnebaars jaagt vooral op jonge vis, kleinere groene zonnebaarzen leven van macrofauna, (kreeftachtigen en waterinsecten). Deze scholenvis leeft op plaatsen met veel waterplanten, die voor dekking kunnen zorgen. Ze zijn vooral actief in de avond.

## Voortplanting
De paaitijd loopt van de late lente tot de vroege zomer. Het mannetje graaft met de staart een ondiepe kuil in de grindbodem, waarin kleverige eieren worden afgezet. Het mannetje neemt de taak op zich om de eieren en de uitgekomen jongen te bewaken, tot ze vrij zwemmen.

## Verspreiding en leefgebied
De groene zonnebaars komt voor in zoetwater. Het natuurlijke verspreidingsgebied is Noord-Amerika, in het gebied oostelijk van de Rocky Mountains, van Ontario, Canada tot de Golf van Mexico en in het noorden van Mexico. De groene zonnebaars leeft in zoete wateren zoals meren, plassen, en traagstromende riviertjes, vaak in dichte onderwatervegetatie.

De groene zonnebaars komt ook voor in diverse landen in Europa, Azië en Afrika, maar daar zijn ze oorspronkelijk door mensen uitgezet, of ontsnapt.

## Relatie tot de mens
De groene zonnebaars is potentieel een ecologisch schadelijke exoot omdat zij zich vrij snel kan voortplanten en dan een concurrent is van inheemse vissoorten zoals baars en daarmee een bedreiging vormt voor de oorspronkelijke biodiversiteit. In Duitsland in het gebied tussen Worms en Karlsruhe en in Hessen komt de groene baars al in de natuur voor. Overigens komt deze vissoort niet voor op de lijst van in Nederland schadelijke exoten van de werkgroep exoten.

### Aquarium en vijvers
De groene zonnebaars wordt wel als steenbaars verkocht als aquarium- en vijvervis. De naam steenbaars is echter al gereserveerd voor een andere soort zonnebaars: Ambloplites rupestris. In vijvers is de groene zonnebaars het best zichtbaar als het vrij zonnig weer is, dan zwemt hij vaak vrij lang, net onder het wateroppervlak. De soort kan ook worden bezichtigd in sommige voor een groot publiek toegankelijke aquaria.

## Ongeldige synoniemen
Voor deze vissoort gelden de volgende synoniemen:
- Apomotis cyanellus (Rainesque, 1819)
- Chaenobryttus cyanellus (Rainesque, 1819)
- Icthelus cyanella (Rainesque, 1819)
- Lepidomus cyannelus (Rainesque, 1819)
- Telipomis cyannelus (Rainesque, 1819)